# 실용중국어능력인정시험
실용중국어능력인정시험은 HSK위원회에서 개발 및 시행하는 시험으로, 중국어가 모국어가 아닌 사람들을 대상으로 실용 중국어 능력을 평가하는 시험이다. 현재 중국,한국,일본에서 정기적으로 시행되고 있으며,중고급(A-D)과 초급(E-F)의 등급이 있다.
각각의 등급은 '유럽공통참조기준'을 평가기준으로 삼고있다. 또한 면접형식의 말하기 시험은 1명의 응시생을 전문 면접관 양성과정을 이수한 북경 어언대의 교수 2명이 약 15~20분간 회화능력을 평가한다.
응시생의 실용적인 능력을 평가하는데 중점을 둔 C.TEST는 듣기평가부분의 비중이 많고 (62%이상) 다양한 주제, 특히 생활에서 자주 접하게 되는 내용(비지니스 관련내용 포함)을 평가내용으로 다룬다. HSK시험이 중국어 시험의 토플(TOEFL)이라고 한다면, C.TEST는 중국어 시험의 토익(TOEIC)과 같은 개념의 시험이다.
현재 한국에서는 C.TEST 한국 위원회에서 시험을 주관, 대행하고 있다.